# کیم سونگ سو
این یک نام کره‌ای است؛ نام خانوادگی کیم است.
کیم سونگ سو (کره‌ای: 김승수; زادهٔ ۲۵ ژوئیهٔ ۱۹۷۱) بازیگر اهل کره جنوبی است. از نقش‌ آفرینی‌ های برجسته او می‌توان به ایفای نقش شاهزاده تسو در سریال افسانه جومونگ و همینطور ایفای نقش مورونگ اون در گوآنگ گائتو فاتح بزرگ  اشاره کرد.

## فیلم‌شناسی
- زیر چتر ملکه (۲۰۲۲)
- طلوع ماه در رودخانه (کمیو) (۲۰۲۱)
- باد، ابر و باران (۲۰۲۰)
- آیا تو انسانی؟ (۲۰۱۸) (در نقش نام جونگ وو - پدر نام شین)
- عشق در مهتاب  (۲۰۱۶) (در نقش پادشاه ساجو چوسان)
- تاجر گک جو (۲۰۱۴)
- گوانگ‌گه‌تو فاتح بزرگ ۲۰۱۲ (در نقش کو اون)
- افسانه جومونگ ۲۰۰۶ (در نقش شاهزاده تسو)
- قلب شیرین، محبوب شیرین ۲۰۰۵ (در نقش کیم کی یون)
- همسر ۲۰۰۳ (در نقش هان سانگ هو)
- معشوقه ۲۰۰۳ (در نقش یون یونگ تائه)
- یک میلیون رز ۲۰۰۳ (در نقش او هیون کیو)
- بخاطر آوردن ۲۰۰۲ (در نقش کیم هیون وو)
- خنک ۲۰۰۱ (در نقش لی سونگ وو)
- گرگ و پشمک ۲۰۰۱ (در نقش کانگ سو کیو) می‌نا ۲۰۰۱ (در نقش یانک تائه هون)
- پسرهای بد ۲۰۰۰ (در نقش‌ها یائه یونگ)